# Компонування

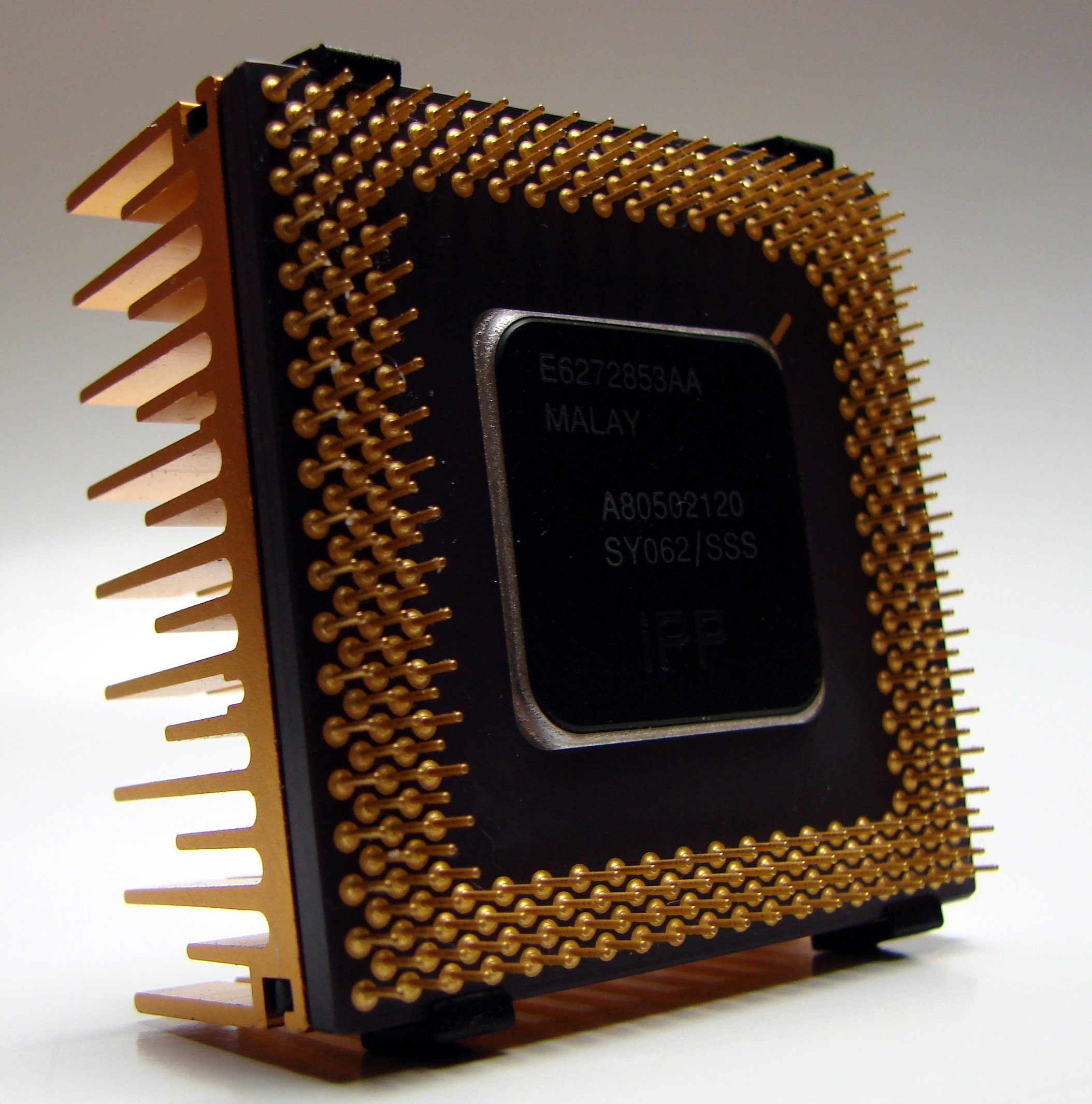
Компонування інтегральної мікросхеми - Мікропроцесора.

Компонування, Компоновка – складання чогось у ціле з якихось окремих частин. 
Наприклад, компонування електро- та іншого обладнання на шахтах, фабриках, заводах, зокрема, компонування авто, компонування військової техніки, компонування інтегральної мікросхеми тощо.
Компонування звичайно відбувається у два етапи: ескізного й робочого. В ескізній компоновці розробляють основну схему й загальну конструкцію машини (інколи декілька варіантів). На основі аналізу ескізної компоновки складають робочу компоновку, що уточнює конструкцію машини й служить вихідним матеріалом для подальшого проектування.
Компонування необхідно починати з вирішення таких головних питань:
-	виробу раціональних кінематичної і силової схем;
-	правильного розміру й форми деталей;
-	визначення найбільш вигідного взаємного розташування деталей і вузлів.

## Правила компонування
При компонуванні треба дотримуватись певних правил. 
Перше правило – це йти від загального до детального, а не навпаки. Вияснення подробиць не тільки не корисне, але й шкідливе, тому що відволікає увагу конструктора від основних задач компонування і збиває логічний хід розробки конструкції.
Друге основне правило компонування – розробка варіантів, поглиблений їх аналіз і вибір найбільш раціонального. Не можна на цьому етапі проектування піддатися психологічній інерції і опинитися у владі стереотипів. З самого початку необхідно продумати всі можливі рішення й вибрати з них оптимальне для вихідних умов. Це потребує наполегливостій дається не одразу, а інколи в результаті довгих пошуків. Повна розробка варіантів не обов’язкова. У процесі компонування необхідно виконувати орієнтовні розрахунки. Основні деталі конструкції повинні бути розраховані на міцність і жорсткість. Довіряти інтуїції при виборі розмірів і форм деталей не варто. 
Одне із правил трактує, що не завжди правильно повністю довіряти розрахункам. По-перше, існуючі методи розрахунків на міцність не враховують низку факторів, які визначають працездатність конструкції. По-друге, є деталі, що не піддаються точним розрахункам. По-третє, необхідні розміри деталей залежать не тільки від міцності, але й від інших факторів. Для деталей, що механічно обробляються, треба враховувати опір силам різання й придавати їм необхідну шорсткість. Деталі, що термічно обробляються, повинні бути достатньо масивними, щоб запобігти деформаціям. Розміри деталей керування необхідно вибирати з врахуванням зручності маніпулювання.
Із самого початку конструювання необхідно звертати увагу на те, щоб деталі машин мали технологічні форми їх виготовлення.
Компонування необхідно вести на основі нормальних розмірів. Одночасно треба добиватися максимальної уніфікації нормальних елементів.
При компонуванні повинні також бути враховані всі вимоги, що визначають працездатність машини, а саме:розроблені системи мащення, охолодження, складання-розбирання, кріплення й приєднання суміжних деталей, передбачені умови зручного обслуговування, огляду й регулювання механізмів, вибрані матеріали для основних деталей, продумані способи підвищення довговічності, збільшення зносостійкості деталей тертя, способи захисту від корозії, досліджені можливості та визначені межі подальшого розвитку машини.